# Georg A. Radtke
Georg Alfred Radtke (geb. 1. September 1922 in Lackmedien, Ostpreußen; gest. Juli 1995) war ein deutscher Landwirt, Feldornithologe und Autor.

## Leben
Radtke war Verfasser von mehr als zehn Vogelbüchern u. a. im Horst Müller-Verlag und zahlreichen Aufsätzen in Vogelfachzeitschriften wie der Gefiederten Welt und AZ-Vogelinfo mit dem Schwerpunkt Papageienvögel. Sein Arbeitsgebiete waren u. a. Seevogelschutz, Entenvogelforschung und die Versuchsvogelhaltung. Er war Mitglied und nationaler und internationaler Preisrichter der AZ. Von 1958 bis 1966 war er AZ-DWV-Obmann.
Er schrieb u. a. das Standardwerk Handbuch für Wellensittich-Freunde – Pflege, Zucht und Farbspielarten, welches auch in weiteren Sprachen übersetzt wurde, und die ersten Standards für die Farbwellensittichzucht im Farbigen Rassenatlas für Wellensittiche. Der verbesserte Standard wurde 1959 von ihm vorgestellt.
Für seine Verdienste erhielt er 1986 die AZ-Ehrennadel in Gold.

## Werke (Auswahl)
- mit Susanne Kolar: Wellensittiche. Farbiger Fehlerfinder. 1. Auflage. Horst Müller-Verlag, heute Arndt-Verlag, Braunschweig / Bretten 1969, ISBN 978-3-945440-44-5.
- Unzertrennliche (Agaporniden).  Haltung, Zucht und Farbspielarten. Franckh, Stuttgart 1981, ISBN 3-440-04947-7.
- Positurkanarien und Mischlinge. Eine Einführung in die Zucht. Philler, Minden 1972, ISBN 3-7907-1307-4.
- Handbuch für Wellensittich-Freunde. Pflege, Zucht und Farbspielarten. 1.  Auflage. Franckh, Stuttgart 1978, ISBN 3-440-04706-7.
- Die Farbschläge des Nymphensittichs – Zucht, Vererbung und Ausstellungswesen. Albrecht Philler Verlag, Minden 1980, ISBN 3-7907-0823-2.
- Wellensittiche. Farbiger Rassenatlas. 2. Auflage. Horst Müller-Verlag, heute Arndt-Verlag, Bretten, ISBN 978-3-945440-43-8.